# Herb Tel Awiwu-Jafy

Herb miasta Tel Awiw-Jafa

Herb Tel Awiwu, urzędowy emblemat izraelskiego miasta Tel Awiw-Jafa.

## Historia
W 1934 na 25. rocznicę założenia miasta Tel Awiw, władze miejskie doszły do wniosku, że nadszedł czas na stworzenie własnego herbu dla miasta. Konkurs nadesłanych prac wygrał artysta Nachum Gutman. Jego projekt zawierał w sobie charakterystyczne motywy miasta oraz podkreślał związek z jego duchowym ojcem Theodorem Herzlem.

## Symbolika
Siedem gwiazd nawiązuje do planu Herzla, który chciał 7-godzinnego dnia pracy - przez wiele lat urzędnicy miejscy w Tel Awiwie tak pracowali. Umieszczona w centrum logo latarnia morska nawiązuje do starego portu Tel Awiwu, który przez wiele lat służył jako brama do kraju dla tysięcy imigrantów. Umieszczony w herbie napis pochodzi z Księgi Jeremiasza 31:4

Znowu cię zbuduję i będziesz odbudowana.

W 1959 przy okazji 50 rocznicy Tel Awiwu zrewidowano wygląd herbu. Dodano baldachim w kształcie budynków mieszkalnych, co sugeruje ogromną rozbudowę miasta.